# Eerste klasse 1970-71 (voetbal België)
Het seizoen 1970/71 van de Belgische Eerste Klasse ging van start in de zomer van 1970 en eindigde in de lente van 1971. De competitie telde 16 clubs. Standard Luik werd landskampioen, en haalde zo zijn derde landstitel op rij.

## Gepromoveerde teams
Deze teams waren gepromoveerd uit de Tweede Klasse voor de start van het seizoen:
- KFC Diest (kampioen in Tweede)
- Antwerp FC (tweede in Tweede)

## Degraderende teams
Deze teams degradeerden naar Tweede Klasse op het eind van het seizoen:
- Charleroi SC
- KAA Gent

## Titelstrijd
Standard Luik werd kampioen met één punt voorsprong op Club Brugge. Onder meer na een zege in Brugge op de 25ste speeldag had Standard tegen de laatste speeldag een kleine voorsprong uitgebouwd op Brugge. Twee speeldagen voor het einde had Standard een voorsprong van drie punten op Brugge. Dankzij een thuiszege tegen Crossing Schaerbeek op de voorlaatste speeldag verzekerde Standard zich van de titel. De club kon niet meer bijgehaald worden, ondanks een nederlaag op de slotspeeldag.

## Europese strijd
R. Standard Club Liégeois was als landskampioen geplaatst voor de Europacup voor Landskampioenen van het volgend seizoen. Beerschot VAV, dat zesde was geworden, plaatste zich als bekerwinnaar voor de Europese Beker voor Bekerwinnaars. Club Brugge KV, RSC Anderlecht en Lierse SK plaatsten zich voor de eerste editie van de UEFA Cup die de Jaarbeursstedenbeker opvolgde.

## Degradatiestrijd
KAA Gent eindigde afgetekend als allerlaatste en degradeerde. Charleroi kwam een puntje te kort om zich veilig te stellen, en zakte als voorlaatste eveneens.

## Eindstand
|         |    |                                | P  | W  | G  | V  | +  | -  | DS  | Ptn |
| ------- | -- | ------------------------------ | -- | -- | -- | -- | -- | -- | --- | --- |
| K       | 1  | R. Standard Club Liégeois      | 30 | 21 | 5  | 4  | 66 | 24 | 42  | 47  |
| (UEFA)  | 2  | Club Brugge KV                 | 30 | 21 | 4  | 5  | 71 | 32 | 39  | 46  |
| (UEFA)  | 3  | RSC Anderlecht                 | 30 | 18 | 5  | 7  | 53 | 28 | 25  | 41  |
| (UEFA)  | 4  | K. Lierse SK                   | 30 | 17 | 1  | 12 | 45 | 31 | 14  | 35  |
|         | 5  | R. Racing White                | 30 | 12 | 9  | 9  | 35 | 29 | 6   | 33  |
| (beker) | 6  | K. Beerschot VAV               | 30 | 12 | 9  | 9  | 36 | 32 | 4   | 33  |
|         | 7  | SK Beveren-Waas                | 30 | 11 | 8  | 11 | 33 | 33 | 0   | 30  |
|         | 8  | K. Sint-Truidense VV           | 30 | 11 | 7  | 12 | 36 | 39 | -3  | 29  |
|         | 9  | KSV Waregem                    | 30 | 8  | 11 | 11 | 33 | 35 | -2  | 27  |
|         | 10 | Union Royale Saint-Gilloise    | 30 | 9  | 7  | 14 | 40 | 49 | -9  | 25  |
|         | 11 | RFC Liégeois                   | 30 | 6  | 13 | 11 | 17 | 33 | -16 | 25  |
|         | 12 | R. Crossing Club de Schaerbeek | 30 | 9  | 6  | 15 | 29 | 42 | -13 | 24  |
|         | 13 | R. Antwerp FC                  | 30 | 9  | 6  | 15 | 30 | 50 | -20 | 24  |
|         | 14 | KFC Diest                      | 30 | 7  | 10 | 13 | 29 | 37 | -8  | 24  |
| D       | 15 | R. Charleroi SC                | 30 | 8  | 7  | 15 | 37 | 54 | -17 | 23  |
| D       | 16 | KAA Gent                       | 30 | 4  | 6  | 20 | 23 | 65 | -42 | 14  |

P: wedstrijden gespeeld, W: wedstrijden gewonnen, G: gelijke spelen, V: wedstrijden verloren, +: gescoorde doelpunten, -: doelpunten tegen, DS: doelsaldo, Ptn: totaal punten
K: kampioen, D: degradeert, (beker): bekerwinnaar, (UEFA): geplaatst voor UEFA-beker

## Topscorers
De West-Duitser Erwin Kostedde van landskampioen Standard Luik werd topschutter met 26 doelpunten.
1895/96 · 1896/97 · 1897/98 · 1898/99 · 1899/00 · 1900/01 · 1901/02 · 1902/03 · 1903/04 · 1904/05 · 1905/06 · 1906/07 · 1907/08 · 1908/09 · 1909/10 · 1910/11 · 1911/12 · 1912/13 · 1913/14 · 1914/15 · 1915/16 · 1916/17 · 1917/18 · 1918/19 · 
1919/20 · 1920/21 · 1921/22 · 1922/23 · 1923/24 · 1924/25 · 1925/26 · 1926/27 · 1927/28 · 1928/29 · 1929/30 · 1930/31 · 1931/32 · 1932/33 · 1933/34 · 1934/35 · 1935/36 · 1936/37 · 1937/38 · 1938/39 · 1939/40 · 1940/41 · 1941/42 · 1942/43 · 1943/44 · 1944/45 · 1945/46 · 1946/47 · 1947/48 · 1948/49 · 1949/50 · 1950/51 · 1951/52 · 1952/53 · 1953/54 · 1954/55 · 1955/56 · 1956/57 · 1957/58 · 1958/59 · 1959/60 · 1960/61 · 1961/62 · 1962/63 · 1963/64 · 1964/65 · 1965/66 · 1966/67 · 1967/68 · 1968/69 · 1969/70 · 1970/71 · 1971/72 · 1972/73 · 1973/74 · 1974/75 · 1975/76 · 1976/77 · 1977/78 · 1978/79 · 1979/80 · 1980/81 · 1981/82 · 1982/83 · 1983/84 · 1984/85 · 1985/86 · 1986/87 · 1987/88 · 1988/89 · 1989/90 · 1990/91 · 1991/92 · 1992/93 · 1993/94 · 1994/95 · 1995/96 · 1996/97 · 1997/98 · 1998/99 · 1999/00 · 2000/01 · 2001/02 · 2002/03 · 2003/04 · 2004/05 · 2005/06 · 2006/07 · 2007/08 · 2008/09 · 2009/10 · 2010/11 · 2011/12 · 2012/13 · 2013/14 · 2014/15 · 2015/16 · 2016/17 · 2017/18 · 2018/19 · 2019/20 · 2020/21· 2021/22 · 2022/23 · 2023/24 · 2024/25